# Cañada de Cuicatlán
Cañada de Cuicatlán (z hiszp. "kanion Cuicatlán) – wąski kanion znajdujący się w Meksyku, w regionie Cañada stanu Oaxaca. Łączy on Dolinę Oaxaca na południu z Doliną Tehuacán w stanie Puebla na północy. W przeszłości był ważnym traktem komunikacyjnym pomiędzy tymi dolinami. Około 300 r. p.n.e. zajęty i później kontrolowany przez Zapoteków z Monte Albán.